# Pseudaletis batesi
Pseudaletis batesi är en fjärilsart som beskrevs av Druce 1910. Pseudaletis batesi ingår i släktet Pseudaletis och familjen juvelvingar. Inga underarter finns listade i Catalogue of Life.

## Bildgalleri

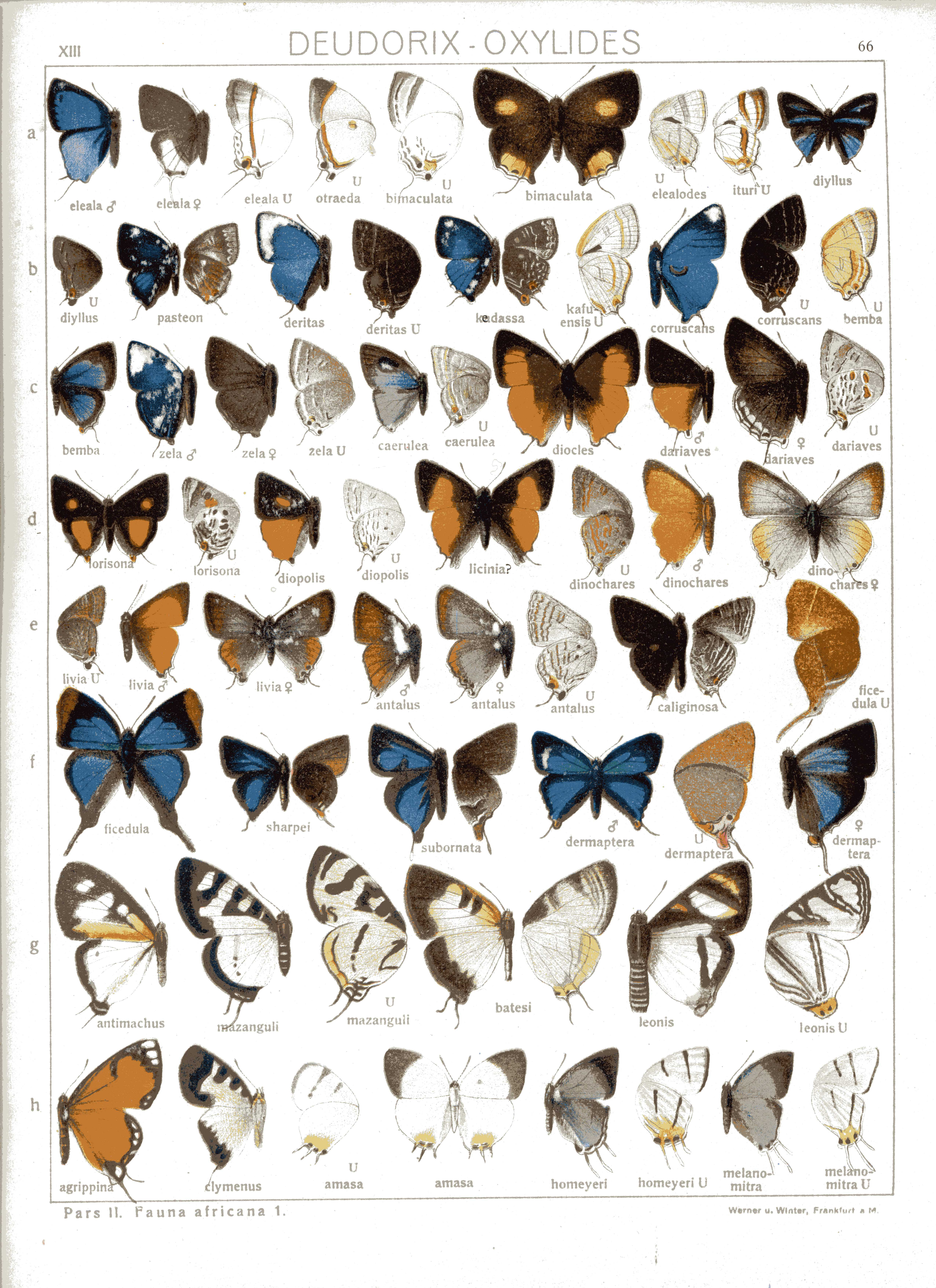